# Ardashir ibn Hàssan
Ardashir ibn Hàssan Husam al-Dawla fou ispahbad bawàndida del Tabaristan.
Segons les fonts era net d'Ali ibn Xahriyar Ala al-Dawla pero el "ibn Hasan" suggereix que era fill del seu antecessor. Va succeir el 1173 a Hasan ibn Rustam (V) Ala al-Dawla Xaraf al-Muluk. Només pujar al tron, Muayyid Ayaba (senyor de part de Khorasan) i Mahmud (conegut com a Sultanxah), pretendent xa de Coràsmia a Merv, van envair junts el Tabaristan i van arribar fins a Sari. Ayaba va retornar a Nixapur i va deixar al seu germà Kustum com a governador d'Astarabad i fortaleses properes. Però va caure en una emboscada del senyor local de Gushwara (segurament fidfels als bawàndides) i es va haver de retirar cap a Nixapur i poc després el seu germà Ayaba era assassinat pel xa de Coràsmia Tekix (1174).
Ardashir va recuperar llavors Astarabad i les fortaleses properes i va ocupar Bistam i Damghan, fent una aliança amb Tekix en contra del germà d'aquest Mahmud Sultanxah, segellat amb l'enllaç d'una filla de dos anys de Tekix amb Ardashir. La noia fou enviada (junt amb la seva mare) a Sari al cap d'uns anys (vers 1183), moment en què el cap oghuz Malik Dinar saquejava la part oriental del Tabaristan. Tekix va anar al Gurgan i va expulsar a Dinar. Llavors va demanar a Ardashir la cessió de la ciutat de Gorgan i ajut per ocupar-la, cosa que Ardashir va haver d'acceptar; després de la conquesta de Gurgan es va celebrar la boda de manera esplèndida. El 1184 va ajudar a Muhammad Pahlawan quan el Jibal (que aquest dominava) fou envaït pel salghúrida Tekla. El 1185 va expulsar al rebel ustandar Hazarasp de Ruyan que es va refugiar amb els salghúrides als que va demanar ajut per recuperar el poder, i ara fou Pahlawan el que va ajudar a Ardashir. També va enviar (forçosament) ajut a Tekix en les seves campanyes contra Nixapur el 1186 i 1187, contra el seu germà Mahmud i els amirs fidels a aquest.
En aquesta campanyes Tekix es va assegurar posicions molts fortes al Khorasan i alguns amirs i notables van abandonar el servei d'Ardashir, ja que preferien la senyoria del poderós xa de Coràsmia. Això va fer degradar les relacions entre Ardashir i el seu sogre que ja feia un temps que estaven en crisis. Ardashir va capturar i matar un dels seus vassalls deslleials i Tekix en revenja va envair Tabaristan i va devastar la part oriental. Progressivament Ardashir es va separar de l'aliança amb Tekix i es va acostar al ildegízida Muhammad Pahlawan, al sultà seljúcida Toghrul ibn Arslanxah i al califa abbàssida an-Nàssir.
El 1186 el sultà Toghrul ibn Arslanxah va entrar en conflicte amb el successor de Muhammad Pahlawan, el seu germà Kizil Arslan Uthman i després d'uns temps de conflicte el sultà va obtenir asil al territori bawàndida a Tabaristan. Els mamelucs de Muhammad Pahlawan s'havien dividit entre els que donaven suport a Kizil Arslan Uthman i els que el donaven a la vídua, Inandj Khatun (coneguda per Katiba o Qatiba, que era filla d'Inandj Sunkur de Rayy) i als seus dos fills Kutlug Inandj i Amir-i- Amiran Umar que tenien petits feus al Jibal. Toghrul ibn Arslanxah fou finalment fou capturat el 1190 i llavors Uthman va proclamar sultà al nen Sandjar ibn Sulayman Xah i al cap d'uns mesos es va proclamar ell mateix sultà, però fou assassinat (1191) segurament per instigació d'Inandj Khatun, i el va succeir el seu nebot Nusrat al-Din Abu Bakr ibn Muhammad Pahlawan (1191-1210).
A la mort de Kizil Arslan Uthman el 1191, Toghrul ibn Arslanxah fou alliberat i Ardashir li va donar suport mentre Tekix el donava a Inandj Khatun. Tekix ja estava preparant la invasió de l'Iran occidental i havia ocupat els territoris bawàndides orientals a l'est de Tamixa (Tomisa) i exigia a Ardashir la rendició de Bistam i Damghan, i Ardashir no va tenir més remei que accedir-hi.
Al retorn de la primera campanya de Tekix a l'Iran occidental (1192) va ajudar a Toghrul ibn Arslanxah a ocupar Rayy i va demanar la mà de la filla de Toghrul pel seu fill Xaraf al-Muluk i es va aliar també amb Mahmud Sultanxah, germà de Tekix i en combinació els tres es van apoderar de diversos llocs: Toghrul de Bistam i Damghan, Mahmud Sultanxah de Nixapur, i Ardashir de Gurgan. La mort de Mahmud Sultanxah a Merv el novembre del 1193 va frustrar les expectatives d'Ardashir doncs llavors els amirs de Khorasan es van posar al servei de Tekix.
El 1194 Tekix va retornar a l'Iran occidental. Ardashir no se li va oposar i va recomanar a Toghrul de fer el mateix, però aquest no el va escoltar i va morir a la lluita. Ardashir va voler conciliar amb Tekix i li va enviar el seu fill petit Rukn al-Dawla Karin amb un exèrcit cap a Hamadan al servei del xa de Coràsmia, però Tekix el va reenviar al cap de pocs dies. Al retorn de Tekix, al passar per la regió de Gurgan i la ciutat de Gurgan o Gorgan, va enviar al amir Sutash contra Ardashir. L'amir va atacar i saquejar Sari i va nomenar un delegat pel territori a l'est de Tomisa (Tamixa).
Ardashir intentava evitar l'asfixia per part del xa de Coràsmia i llavors Ibn al-Kassab, visir del califa an-Nàssir, es va apoderar de Rayy (1195) i li va enviar regals i vestits d'honor, el que li va donar esperances, però el 1196 Tekix va retornar a l'Iran occidental, encara que aquesta vegada no es va ocupar gairebé d'Ardashir. En la darrera expedició de Tekix cap a l'Iran occidental el 1199, va conquerir Firuzkuh, Ustunawand i Folul, i Ardashir va haver d'enviar el seu fill Xaraf al-Muluk per estar al servei del xa de Coràsmia.
Un grup de notables va conspirar per enderrocar a Ardashir i posar al tron a un altre fill Xams al-Muluk Rustam i l'emir Sutash va aprofitar l'ocasió per establir-se de manera permanent a Sari, mentre un altre amir, Argush, senyor de Folul pel xa de Coràsmia, ocupava Amol. Ardashir va fer fracassar la conspiració i va recuperar Amol expulsant a Argush. Poc després Tekix reenviava a Xaraf al-Muluk amb el seu pare i exigia a aquest el retorn de la seva filla cap a Coràsmia, petició que Ardashir va ignorar i poc després va morir Tekix (1200) i el va succeir el seu fill Muhammad Ala al-Din.
El poder de Coràsmia a l'Iran occidental es va ensorrar i tots els vassalls es van revoltar. Muhammad Ala al-Din estava ocupat a l'orient i Ardashir va poder recuperar les seves possessions incloent Damghan, Firuzkuh, Folul i Ustunawand. Quan el gúrida Xihab al-Din de Gazni va envair Coràsmia el 1204, va enviar un delegat a Ardashir, que va acceptar reconèixer la seva sobirania en les monedes i llegir el seu nom a la khutba; aquest moviment no va servir de res, ja que Xihab al-Din fou derrotat i expulsat de Coràsmia el 1205.
Poc després (1205/1206) va morir Ardashir. Sobre el mateix temps va morir l'hereu Xaraf al-Muluk, i la successió va passar a un altre fill, Xams al-Muluk Rustam VI ibn Ardashir (1206-1210), que estava empresonat a la fortalesa de Dara per haver estat part en la revolta del 1199, i que fou portat al tron a Amol.